# 발해군
발해군(勃海郡, 渤海郡)은 중국의 옛 군이다. 군국제 시행 시에는 발해국(勃海國, 渤海國)이 설치됐다. 군명의 유래는 안사고에 따르면 보하이 만(발해만)의 가에 있어서 그 이름을 따온 것이라 한다. 표기는 설치된 전한 때부터 '勃'과 '渤'이 혼용되었다. 지리지가 있는 이십사사의 지리지에서는 북위까지 勃을 썼고 수·당대에는 渤이었다.

## 전한
고제가 설치했으며, 유주자사부에 속했다. 그러나 문제 2년(기원전 178년) 발해군과 조나라 내사 사이에 있는 하간국이 조나라에서 분할됐는데 발해군이 당시 있었다면 조나라의 월경지가 되므로 주진학은 고제가 설치했다는 한서의 주석을 반박하고, 원래 발해군은 하간국의 일부였다가 하간국이 폐지된 후 하간군에서 분할된 것으로 추정했다. 원시 2년(2년)의 인구조사에 따르면 25만 6377호, 90만 5119명이 있었다. 아래의 속현 목록은 한서 지리지의 순서를 따르며, 일반적으로 첫 현이 군의 치소이다. 현재의 창저우 시 동부와 랑팡 시 중부와 남부, 그리고 헝수이 시 푸청 현과 빈저우 시 우디 현 일부 지역에 해당한다.
| 현명     | 한자     | 대략적 위치             | 비고                                                        |
| -------- | -------- | ----------------------- | ----------------------------------------------------------- |
| 부양현   | 浮陽縣   | 창저우시 남동           |                                                             |
| 양신현   | 陽信縣   | 빈저우시 우디 현 북동   |                                                             |
| 동광현   | 東光縣   | 창저우시 둥광 현 동     | 호소정(胡蘇亭)이 있었다.                                    |
| 부성현   | 阜城縣   | 헝수이시 푸청 현 동     |                                                             |
| 천동현   | 千童縣   | 창저우시 난피 현 남동   |                                                             |
| 중합현   | 重合縣   | 더저우시 라오링 시 서   |                                                             |
| 남피현   | 南皮縣   | 창저우시 난피 현 북동   |                                                             |
| 정후국   | 定侯國   | 더저우시 라오링 시 북동 | 제효왕의 아들 유월의 후국이다.                              |
| 장무현   | 章武縣   | 창저우시 황화 시 북서   | 두광국의 후국이다. 염관이 있었다.                           |
| 중읍현   | 中邑縣   | 창저우시 북동           |                                                             |
| 고성현   | 高成縣   | 창저우시 옌산 현 북동   | 도위의 치소 지역이다.                                       |
| 고락현   | 高樂縣   | 창저우시 난피 현 남동   | 제효왕의 아들 고락강후의 후국이다.                          |
| 삼호후국 | 參戶侯國 | 창저우시 칭 현 남서     | 하간헌왕의 아들 유면의 후국이다.                            |
| 성평현   | 成平縣   | 창저우시 보터우 시 북   | 호타하(虖池河)가 있는데 민간에서는 도해하(徒駭河)라고 한다. |
| 유후국   | 柳侯國   | 창저우시 옌산 현 북동   | 제효왕의 아들 유양이의 후국이다.                            |
| 임악후국 | 臨樂侯國 | 창저우시 난피 현 남동   | 중산정왕의 아들 유광의 후국이다.                            |
| 동평서현 | 東平舒縣 | 랑팡시 다청 현          | 대군에도 평서현이 있어서 '동'이 덧붙었다.                   |
| 중평현   | 重平縣   | 더저우시 닝진 현 동     | 해연의 어머니 저의 후국이다.                                |
| 안차현   | 安次縣   | 랑팡시 북서             |                                                             |
| 조시후국 | 脩市侯國 | 헝수이지 징 현 북서     |                                                             |
| 문안현   | 文安縣   | 랑팡시 원안 현          |                                                             |
| 경성후국 | 景成侯國 | 창저우시 보터우 시      | 하간헌왕의 아들 유옹의 후국이다.                            |
| 속주현   | 束州縣   | 창저우시 허젠 시 북동   |                                                             |
| 건성현   | 建成縣   | 창저우시 보터우 시 북   |                                                             |
| 장향후국 | 章鄕侯國 | 더저우시 라오링 시 북서 | 종조와 사은의 후국이다.                                     |
| 포령후국 | 蒲領侯國 | 창저우시 푸청 현 북동   | 광천혜왕의 아들 유가, 청하강왕의 아들 유록의 후국이다.      |

## 신나라
군의 이름을 영하(迎河)로 바꾸고 다음 현의 이름을 바꿨다.
| 전한       | 신             |
| ---------- | -------------- |
| 부양(浮陽) | 부성(浮城)     |
| 동광(東光) | 오성(吾城)     |
| 남피(南皮) | 영하정(迎河亭) |
| 장무(章武) | 환장(桓章)     |
| 중읍(中邑) | 험음(檢陰)     |
| 고악(高樂) | 위향(爲鄕)     |
| 성평(成平) | 택정(澤亭)     |
| 임악(臨樂) | 악정(樂亭)     |
| 조시(脩市) | 거녕(居寧)     |

## 후한
기주자사부로 이관되었고 하간군의 군역확장, 안평국의 신설로 인해 8현으로 군역이 축소되었다. 32,389호 1,106,500명이 살았다. 후한말에 원소가 이지역에 태수로 있으면서 세력을 다졌다.
| 현명     | 한자     | 대략적 위치            | 비고                                                     |
| -------- | -------- | ---------------------- | -------------------------------------------------------- |
| 남피현   | 南皮縣   | 창저우시 난피 현 북동  |                                                          |
| 고성후국 | 高城候國 | 창저우시 옌산 현 북동  |                                                          |
| 중합후국 | 重合候國 | 더저우시 라오링 시 서  |                                                          |
| 부양후국 | 浮陽候國 | 창저우시 남동          |                                                          |
| 동광현   | 東光縣   | 창저우시 둥광 현 동    |                                                          |
| 장무현   | 章武縣   | 창저우시 황화 시 북서  |                                                          |
| 양신현   | 陽新縣   | 빈저우 시 우디 현 북동 | 122년(연광 원년)에 복구되었다.                           |
| 수현     | 脩縣     | 헝수이 시 징 현 남     | 본래 신도군의 속현이었으나 후한대에 본군으로 내속되었다. |

## 조위
원소사후 원상을 비롯한 원소의 아들들이 세력갈등을 일으키면서 내전을 일으켰다. 조조는 이 내란을 틈타 기주를 점령했는데, 발해군은 이시기에 조위의 치하로 들어가게 되었다. 양신현이 본군에서 낙릉군 이관되었고 안평국에서 본군으로 요안현이 이관되었다.
| 현명   | 한자   | 비고 |
| ------ | ------ | ---- |
| 남피현 | 南皮縣 |      |
| 부양현 | 浮陽縣 |      |
| 장무현 | 章武縣 |      |
| 고성현 | 高城縣 |      |
| 중합현 | 重合縣 |      |
| 동광현 | 東光縣 |      |
| 요안현 | 饒安縣 |      |
| 광천현 | 廣川縣 |      |
| 수현   | 蓚縣   |      |

## 서진
안평국에서 부성현이 이관되었다. 10현 40,000호를 거느렸다.
| 현명     | 한자     | 비고                 |
| -------- | -------- | -------------------- |
| 남피현   | 南皮縣   |                      |
| 동광현   | 東光縣   |                      |
| 부양현   | 浮陽縣   |                      |
| 요안현   | 饒安縣   |                      |
| 고성현   | 高城縣   |                      |
| 중합현   | 重合縣   |                      |
| 동안릉현 | 東安陵縣 |                      |
| 수현     | 蓚縣     |                      |
| 광천현   | 廣川縣   | 후상(候相)을 두었다. |
| 부성현   | 阜城縣   |                      |

## 북조
석륵이 하북을 점령하면서 북방민족의 치하로 들어갔으며 후조 → 전연 → 전진 → 후연의 지배하에 있었다. 북위 도무제가 후연을 멸망시키면서 북위의 치하로 들어왔다. 북위 태무제는 발해군을 창수군(滄水郡)으로 개명했다. 그리고 북위 효문제는 487년(태화 11년)에 북부지역인 부양현, 고성현, 요안현일대에 부양군을 신설했고 497년(태화 21년)에 원래이름으로 되돌렸다. 북위대에도 기주에 소속되어있었으며 4현 37,972호 140,482명을 거느렸다. 북위멸망이후 동위, 북제, 북주순으로 소속이 바뀌었다.
| 현명   | 한자   | 대략적위치             | 비고                                                            |
| ------ | ------ | ---------------------- | --------------------------------------------------------------- |
| 남피현 | 南皮縣 |                        | 군의 치소가 있었다.                                             |
| 동광현 | 東光縣 |                        |                                                                 |
| 수현   | 脩縣   | 헝수이 시 징 현 동     | 수현(蓚縣)에서 수현(脩縣)에서 개명되었다. 동중서의 사당이 있다. |
| 안릉현 | 安陵縣 | 창저우 시 우차오 현 북 |                                                                 |

## 수
수나라는부양군과 낙릉군을 통폐합했고 군명을 바꿨다.(勃海郡 → 渤海郡) 586년(개황 6년)에 수나라가 주현제를 실시했을 때 발해군지역에 체주(棣州)를 설치했으나 606년(대업2년) 창주(滄州)로 개명되었다. 10현 122,909호를 거느렸다.
| 현명   | 한자   | 대략적 위치                          | 비고 |
| ------ | ------ | ------------------------------------ | --- |
| 양신현 | 陽信縣 | 빈저우 시 양신 현 약간 서남          | 군의 치소를 두었다. |
| 낙릉현 | 樂陵縣 | 더저우 시 러링 시 동                 | 낙릉군에 소속되어있었다. 596년(개황 16년) 격진현(鬲津縣)을 분리신설했으나 대업초에 본현으로 통폐합했다.                                                       |
| 상하현 | 滳河縣 | 지난 시 상허 현                      | 596년 설치되었다. 관관(關官)이 있다. |
| 염차현 | 厭次縣 | 빈저우 시 후이민 현 동남             | 북제에서 폐지된 것을 596년 복구했다. |
| 포태현 | 蒲台縣 | 빈저우 시                            | 596년 설치되었다. |
| 요안현 | 饒安縣 | 더저우 시 러링 시 북서               | |
| 무체현 | 無棣縣 | 더저우 시 칭윈 현 북                 | 586년 설치되었다. |
| 염산현 | 鹽山縣 | 창저우시 옌산 현 북동 구성진(舊城鎭) | 596년 고성현에서 부수현(浮水縣)을 분리신설하고 598년(개황 18년)에 고성현을 염산현으로 개명했다. 대업초에 부수현을 통폐합했다. 염산(鹽山)과 협산(峽山)이 있다. |
| 남피현 | 南皮縣 | 창저우 시 난피 현                    | |
| 청지현 | 淸池縣 | 창저우 시 동남                       | 598년 부양현을 청지현으로 개명했다. |

## 태수

### 전한
- 공수(? ~ 기원전 66년)
- 신(? ~ 기원전 57년)

### 후한
- 등한(鄧邯, 광무제 말기?)
- 주우(건초 연간)
- 양선(楊琁, 영제 시기)
- 원소(189년 ~ 191년)

### 조위
- 왕홍직(王弘直, 불명)